# Paral·lel 16° sud
El paral·lel 16° sud és un paral·lel que es troba a 16 graus al sud de la línia equatorial de la Terra. Travessa l'oceà Atlàntic, Àfrica, l'oceà Atlàntic, Australàsia, l'oceà Pacífic i Amèrica del Sud. En el sistema geodèsic WGS84, al nivell de 16° de latitud sud, un grau de longitud equivalent a 107,34 km; la llargada total del paral·lel és de 38.532 km, dels quals el 96 % es troben a l'equinocci. Es troba a 1.770 km de l'Equador o a 8.232 km del pol Sud.
Una secció de la frontera entre Moçambic i Zimbabwe és definida pel paral·lel.

## Arreu del món
A partir del Meridià de Greenwich i cap a l'est, el paral·lel 16° al sud passa per:
| Coordenades                               | País, territori o mar                     | Notes |
| ----------------------------------------- | ----------------------------------------- | --- |
| 16° 0′ S, 0° 0′ E / 16.000°S,0.000°E      | Oceà Atlàntic                             | |
| 16° 0′ S, 11° 48′ E / 16.000°S,11.800°E   | Angola                                    | |
| 16° 0′ S, 22° 0′ E / 16.000°S,22.000°E    | Zàmbia                                    | |
| 16° 0′ S, 28° 53′ E / 16.000°S,28.883°E   | Zimbàbue                                  | |
| 16° 0′ S, 30° 25′ E / 16.000°S,30.417°E   | Frontera Moçambic / Zimbàbue              | |
| 16° 0′ S, 30° 55′ E / 16.000°S,30.917°E   | Moçambic                                  | Per uns 20 km |
| 16° 0′ S, 31° 6′ E / 16.000°S,31.100°E    | Zimbàbue                                  | Per uns 9 km |
| 16° 0′ S, 31° 11′ E / 16.000°S,31.183°E   | Moçambic                                  | |
| 16° 0′ S, 34° 22′ E / 16.000°S,34.367°E   | Malawi                                    | |
| 16° 0′ S, 35° 49′ E / 16.000°S,35.817°E   | Moçambic                                  | |
| 16° 0′ S, 40° 7′ E / 16.000°S,40.117°E    | Oceà Atlàntic                             | Canal de Moçambic |
| 16° 0′ S, 45° 9′ E / 16.000°S,45.150°E    | Madagascar                                | |
| 16° 0′ S, 49° 41′ E / 16.000°S,49.683°E   | Oceà Atlàntic                             | Passa jut al sud de l'illa de Tromelin, Terres Australs i Antàrtiques Franceses · Passing just al nord de Cargados Carajos, Maurici |
| 16° 0′ S, 124° 29′ E / 16.000°S,124.483°E | Austràlia                                 | Austràlia Occidental Territori del Nord |
| 16° 0′ S, 137° 12′ E / 16.000°S,137.200°E | Golf de Carpentària                       | |
| 16° 0′ S, 141° 24′ E / 16.000°S,141.400°E | Austràlia                                 | Queensland |
| 16° 0′ S, 145° 26′ E / 16.000°S,145.433°E | Mar del Corall                            | Passa a través de les illes del Mar del Corall, Austràlia |
| 16° 0′ S, 167° 11′ E / 16.000°S,167.183°E | Vanuatu                                   | Illa de Malakula |
| 16° 0′ S, 167° 23′ E / 16.000°S,167.383°E | Oceà Pacífic                              | Mar del Corall |
| 16° 0′ S, 168° 14′ E / 16.000°S,168.233°E | Vanuatu                                   | Illa de Pentecosta |
| 16° 0′ S, 167° 23′ E / 16.000°S,167.383°E | Oceà Pacífic                              | Passa just al nord de l'illa de Vanua Levu, Fiji · Passa just al nord de l'illa de Qelelevu, Fiji · Passa just al sud de l'illa de Niuatoputapu, Tonga · Passa just al sud de l'atol·ló Motu One, Polinèsia Francesa · Passa just al nord de l'atol·ló Tupai, Polinèsia Francesa · Passa just al sud de l'atol·ló Makatea, Polinèsia Francesa · Passa just al sud de l'atol·ló Kaukura, Polinèsia Francesa · Passa just al nord de l'atol·ló de Niau, Polinèsia Francesa |
| 16° 0′ S, 145° 58′ O / 16.000°S,145.967°O | Polinèsia Francesa                        | Passa per l'atol·ló Toau |
| 16° 0′ S, 145° 53′ O / 16.000°S,145.883°O | Oceà Pacífic                              | Passa just al nord de l'atol·ló Fakarava, Polinèsia Francesa · Passa just al sud de l'atol·ló Kauehi, Polinèsia Francesa · Passa just al nord de l'atol·ló Raraka, Polinèsia Francesa |
| 16° 0′ S, 142° 26′ O / 16.000°S,142.433°O | Polinèsia Francesa                        | Travessa l'atol·ló Raroia |
| 16° 0′ S, 142° 19′ O / 16.000°S,142.317°O | Oceà Pacífic                              | Passa just al sud de l'atol·ló Takume, Polinèsia Francesa · Passa just al sud de l'atol·ló l'atol·ló Fangatau, Polinèsia Francesa |
| 16° 0′ S, 140° 10′ O / 16.000°S,140.167°O | Polinèsia Francesa                        | Travessa l'atol·ló Fakahina |
| 16° 0′ S, 140° 6′ O / 16.000°S,140.100°O  | Oceà Pacífic                              | |
| 16° 0′ S, 74° 2′ O / 16.000°S,74.033°O    | Perú                                      | La frontera amb Bolívia pel llac Titicaca |
| 16° 0′ S, 69° 17′ O / 16.000°S,69.283°O   | Bolívia                                   | |
| 16° 0′ S, 60° 11′ O / 16.000°S,60.183°O   | Brasil                                    | Mato Grosso estat de Goiás Districte Federal del Brasil - Passa just al sud de Brasília Goiás - Per uns 18 km Minas Gerais estat de Bahia |
| 16° 0′ S, 38° 55′ O / 16.000°S,38.917°O   | Oceà Atlàntic                             | |
| 16° 0′ S, 5° 46′ O / 16.000°S,5.767°O     | Santa Helena, Ascensió i Tristan da Cunha | Illa de Santa Helena |
| 16° 0′ S, 5° 42′ O / 16.000°S,5.700°O     | Oceà Atlàntic                             | |